# Feltétel nélküli alapjövedelem
A feltétel nélküli alapjövedelem (basic income guarantee, citizen’s income vagy unconditional basic income) egy gazdaságpolitikai eszköz, a társadalombiztosítás olyan javasolt rendszere, melyben a politikai közösség összes tagja (minden állampolgár) egyéni alapon és feltétel nélkül rendszeresen fizetett jövedelemre jogosult.
Az állampolgárság követelményén túl az alapjövedelem nincs feltételekhez kötve. Így nincs rászorultsági vizsgálat sem; a leggazdagabb és a legszegényebb polgárok egyaránt megkapnák. Az amerikai Basic Income Network precíz definíciójában ki is emeli a helyszíni környezettanulmány teljes hiányát: „A feltétel nélküli alapjövedelem annak a feltételhez nem kötött, a kormányzat által biztosított garanciája, hogy valamennyi polgár rendelkezik elegendő jövedelemmel alapvető szükségleteik kielégítése érdekében.”
A feltétel nélküli alapjövedelem nem tévesztendő össze az államilag garantált minimális jövedelemmel (guaranteed minimum income), ami koncepcionálisan hasonló, ám igénybe vételéhez az állam további feltételeket szabhat, ami például a kormányzat által szervezett közmunkában való részvétel vagy rászorultság lehet. A feltétel nélküli alapjövedelemnél az egyetlen követelmény a jogosultsághoz, hogy az egyén az ország állampolgára legyen.
A mindennapi használatban az alapjövedelmet gyakran pontatlanul egy kalap alá veszik a rászorultsági alapú garantált minimális jövedelem más alternatíváival, például a negatív jövedelemadóval. A létminimumot nem biztosító alapjövedelmet részleges alapjövedelemnek nevezik.
A „nagykorúság elérésével nyújtott tőkejuttatás” eszméje már Thomas Paine 1795-ös Agrarian Justice című fontos röpiratában megjelent, ott az eszközalapú egalitarizmussal (asset-based egalitarianism) párosítva.
A feltétel nélküli alapjövedelem öt fontos jellemzője:
1. Az alapjövedelmet pénzben és nem természeti javakban vagy élelmiszerekben kapják;
2. Mindenki egyénileg jogosult rá, tehát nem családok vagy háztartások részesülnek benne;
3. A közösség tagjai rendszeresen (pl. havonta) kapják, tehát nem pl. felnőtté válásukkor egy összegben;
4. Az alapjövedelem összege az alapvető szükségletek: az étkezés és a lakhatás költségeire elegendő
5. A politikai közösség minden tagja feltétel nélkül jogosult rá, tehát pl. rászorultságtól vagy munkavállalási hajlandóságtól függetlenül. Ez megkülönbözteti pl. a munkanélküli segélytől vagy a családi pótléktól.

## Magyarországi története
A feltétel nélküli alapjövedelem bevezetését Magyarországon az FNA csoport támogatja, melynek első aktív összejövetelét 2011. május 31-én, Budaörsön tartották.
Szili Katalin független parlamenti képviselő 2013. szeptember 3-án határozati javaslatot nyújtott be az Országgyűlésnek A feltétel nélküli alapjövedelem magyarországi bevezetési lehetőségének vizsgálatáról címmel. Erről a Parlament Ifjúsági, szociális, családügyi és lakhatási bizottsága szeptember 23-án tárgyalt, a javaslatot végül nem vették tárgysorozatba.
2014. január 11-én, a Kossuth Klubban rendkívül nagy érdeklődés közepette mutatták be a LÉT munkacsoport 98 oldalas tanulmányát, amely a feltétel nélküli alapjövedelem aktuális, magyar viszonyokhoz szabott, rövid időn belül bevezethető és realista programja. Szándéka szerint, ez a történelemben először számolná fel Magyarországon a nincstelenséget és a mélyszegénységet. A tanulmányt neves közgazdászok és szociológusok készítették, a szakmai konferencián kiállt mellette Ferge Zsuzsa és Surányi György (exjegybankelnök is). A tanulmány az alapjövedelem kérdését fontos média-témává tette.

### A Párbeszéd programjában
2015-ben a magyarországi pártok közül elsőként a Párbeszéd Magyarországért taggyűlésén elfogadta és programjába illesztette az alapjövedelem-koncepcióját. A Párbeszéd elképzelése szerint a gyermekek havi 25 ezer forintot, a felnőttek havi 50 ezer forintot, a kismamák havi 75 ezer forintot kaphatnának. A párt az alapjövedelem-programját egy önálló honlapon is bemutatta.
2015. március 27-én a Párbeszéd konferenciát rendezett a Kispesti Munkásotthonban, ahol bemutatta javaslatát. A konferencián felszólalt Scheiring Gábor, a párt alapítványának (MMA) elnöke, Surányi György volt jegybankelnök, Babarczy Eszter, Tamás Gáspár Miklós, Ferge Zsuzsa, Misetics Bálint, Pogátsa Zoltán, a koncepciót Tordai Bence mutatta be.
2016. május 21-én a Párbeszéd alapítványa, a Megújuló Magyarországért Alapítvány a Friedrich Ebert Alapítvány és a Progresszív Gazdaságpolitika Alapítvány segítségével nemzetközi konferenciát szervezett az alapjövedelmről, ezen felszólalt Szelényi Iván, Karácsony Gergely, Guy Standing(en), Szabó Tímea, Lakner Zoltán, Papp Réka Kinga, Jávor Benedek és Tollner József.
2018. november 23-án a Megújuló Magyarországért Alapítvány újabb konferenciát szervezett az alapjövedelmről "Alapjövedelem: Az európai áttörés" címmel. A konferencián nyitóelőadást tartott Karácsony Gergely és panelvitákon, workshopok keretében számos külföldi és magyarországi politikus, aktivista vett részt rajta. 

## Alapjövedelem külföldön
Számos országban kampányolnak politikusok, tudósok, filozófusok a feltétel nélküli alapjövedelem bevezetéséért. Közülük számosan valójában negatív jövedelemadóra gondolnak, ami az alapjövedelemtől eltérően rászorultságfüggő. Bár a két koncepció ügyintézésében és hatásában is markánsan különbözik, mégis sokan összekeverik ezeket.

### Kanada
A Manitoba tartománybeli Dauphin városában Kanada kísérleti alapjövedelmi programot vezetett be („Mincome”) 1974 és 1979 között.
Ontario tartományban 2016-ban indították pilot jelleggel a feltétel nélküli alapjövedelmet, Hamilton, Brantford, Brant County és Thunder Bay területén, amelyet a lakosság egy véletlenszerűen kiválasztott része kapna, párhuzamosan egy kontroll csoporttal.

### Németország

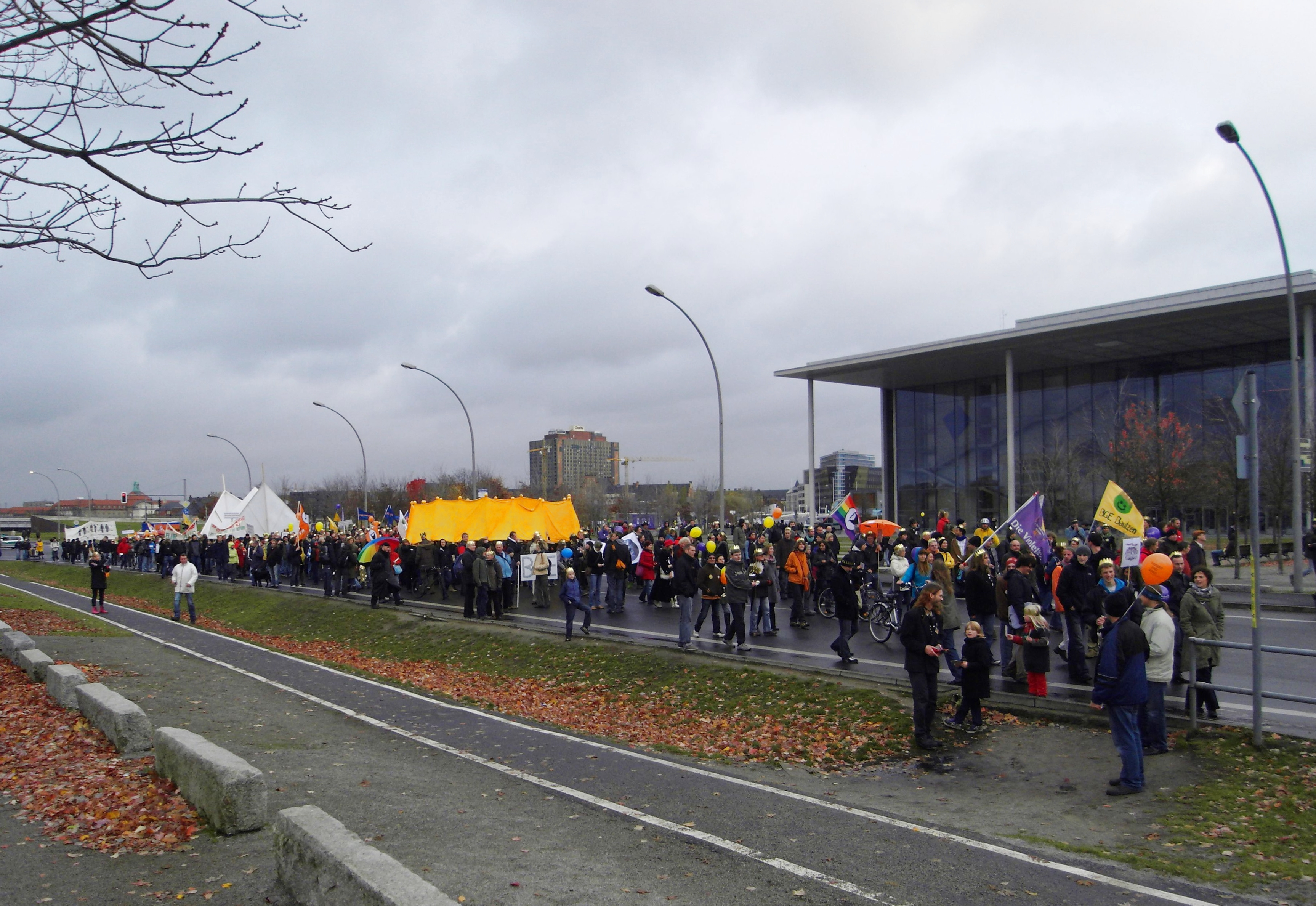
Berlini tüntetés a feltétel nélküli alapjövedelem mellett (2010)

A feltétel nélküli alapjövedelem egyik legismertebb németországi élharcosa Götz Werner, a DM Drogeriemarkt áruházlánc elnök-vezérigazgatója, Németország egyik leggazdagabb embere. Werner Karlsruhe híres műszaki egyetemén közgazdaságtant is oktat.
A Hartz-reformok néven ismert, munkaerő-politikai koncepció szélesítette a feltétel nélküli alapjövedelem támogatói bázisát Németországban.
2008-ban Susanne Wiest petícióját 50 000-nél többen írták alá, így a fiatal német aktivista nyilvános meghallgatáson vehetett részt a Bundestagban, ami segített a közvélemény tematizálásában a koncepció kapcsán.
A Német Kalózpárt hivatalosan az alapjövedelem mögött áll már 2011 óta. A CDU-n belül Dieter Althaus a feltétel nélküli alapjövedelem egy modelljére tett javaslatot. A Die Linke baloldali párton belül a Katja Kipping vezette csoportosulás támogatja a feltétel nélküli alapjövedelem ügyét. A német szociáldemokrata párton belül a Rhein-Erft-csoport 2010 óta támogatja az alapjövedelem gondolatát. A zöldeken belül is számos követője van az eszmének.

### Finnország
A finn kormány 2017 januárjától kísérletképpen egy reprezentatív statisztikai szelekció során kiválasztott csoportnak bevezette a feltétel nélküli alapjövedelem intézményét. Ennek keretében havi 560 eurót, azaz mintegy 170 ezer forintot juttatnak a kiválasztott személyeknek. A koncepció nagy előnyének tartják, hogy ezzel kiváltható a különféle segélyek, támogatások bürokratikus rendszere, a jogosultság vizsgálata. Az alapjövedelmet az érintettek akkor is megkapják, ha munkához jutnak, ezt nagy ösztönzőnek tartják az álláskeresésre.
2018 végén a finn kormány úgy döntött, hogy nem folytatja tovább a kísérletet. 